# اوریانا فالاچی
اوریانا فالاچی (به ایتالیایی: Oriana Fallaci) ‏(۲۹ ژوئن ۱۹۲۹–۱۵ سپتامبر ۲۰۰۶) روزنامه‌نگار، نویسنده و مصاحبه‌گر سیاسی برجسته ایتالیایی بود که در شهر فلورانس متولد شد و در سن ۷۷ سالگی در همان شهر درگذشت. وی در دوران جنگ جهانی دوم به عنوان یک چریک ضد فاشیسم فعالیت می‌کرد. فالاچی به خاطر پوشش خبری جنگ‌ها و انقلاب‌ها و همچنین «مصاحبه‌های طولانی، جسورانه و افشاگرانه» با بسیاری از رهبران جهان در دهه‌های ۱۹۶۰، ۱۹۷۰ و ۱۹۸۰ شهرت جهانی یافت. کتاب او با عنوان «مصاحبه با تاریخ» شامل مصاحبه‌هایی با رهبران سرشناسی همچون محمدرضا پهلوی، یاسر عرفات، ذوالفقار علی بوتو، روح‌الله خمینی، ایندیرا گاندی، گلدا مایر، ملک حسین، معمر قذافی، جرج حبش، و هنری کیسینجر بود.  پس از بازنشستگی، با نوشتن مجموعه‌ای از مقالات و کتاب‌های جنجالی منتقد اسلام که هم زمان انتقاد و حمایت گروه های مختلف را برانگیخت، دوباره در کانون توجه قرار گرفت.

## تولد و کودکی
اوریانا فالاچی در ۲۹ ژوئن سال ۱۹۲۹ به دنیا آمد؛ در زمانی که موسولینی زمامدار ایتالیا بود. نه ساله بود که جنگ جهانی دوم شروع شد و پدرش، ادواردو فالاچی، که در فلورانس کابینت‌ساز بود، همزمان به عنوان یک مبارز سیاسی بر علیه  دیکتاتوری رهبر فاشیست ایتالیا موسولینی، مبارزه میکرد. در طول جنگ جهانی دوم، اوریانا نیز به جنبش مقاومت ضد فاشیست ایتالیا، پیوست. او بعداً تقدیرنامه ای برای شجاعت از ارتش ایتالیا دریافت کرد. در مجموعه‌ای از آثار خود در سال ۱۹۷۶، او اینطور اظهار داشت:
"فرقی نمی کند که قدرت متعلق به یک پادشاه مستبد یا یک رئیس‌جمهور منتخب، یک ژنرال قاتل یا یک رهبر دوست‌داشتنی باشد، در هر حال قدرت پدیده‌ای غیر انسانی و نفرت‌انگیز است ... و نافرمانی در برابر ستمگر تنها راه استفاده ما از معجزه به دنیا آمدنمان است.

## فعالیت حرفه ای

### آغاز خبرنگاری
پس از کسب دیپلم دبیرستان، فالاچی برای مدت کوتاهی در دانشگاه فلورانس و در رشته‌های پزشکی و شیمی به تحصیل پرداخت. او بعداً به رشته ادبیات منتقل شد اما خیلی زود از دانشگاه انصراف داد و هرگز تحصیلات خود را به پایان نرساند. عموی او، برونو فالاچی، که خود یک خبرنگار بود، به اوریانای جوان پیشنهاد کرد که خود را به روزنامه‌نگاری اختصاص دهد. فالاچی در دوران نوجوانی خود شغل خبرنگاری را آغاز کرده و به قول خودش قدرت واژه‌ها را کشف کرد. او به عنوان خبرنگار ویژه برای روزنامه ایتالیایی Il mattino dell'Italia centrale در سال ۱۹۴۶ فعالیت کرد.  از سال ۱۹۶۷، او به عنوان خبرنگار جنگی شروع به کار کرد و جنگ ویتنام، جنگ هند و پاکستان، خاورمیانه و آمریکای جنوبی را پوشش داد.  به خاطر قدرت بیان بالا، درک خاص سیاسی، جسارت فوق‌العاده به سرعت از نویسنده ستون کوچکی در یک روزنامه محلی، به خبرنگاری بین‌المللی که برای تعدادی از معتبرترین نشریات اروپا قلم می‌زد تبدیل شد.
۱۹۶۰
برای سال‌ها، فالاچی به عنوان خبرنگار ویژه برای مجله سیاسی L'Europeo فعالیت می‌کرد و برای تعدادی از روزنامه‌های معتبر و مجله Epoca مطلب می‌نوشت. در شهر مکزیکو، در طی قتل‌عام تلاتلولکو در سال ۱۹۶۸، فالاچی توسط سربازان مکزیکی سه بار تیر خورد، با موهایش از پله‌ها کشیده شد و سپس آنجا رها شد تا بمیرد. گزارش شاهدان عینی  به عنوان مدرک مهمی برای رد ادعاهای دولت مکزیک مبنی بر اینکه کشتاری رخ نداده است، استفاده شد.
در دهه ۱۹۶۰ او شروع به انجام مصاحبه‌های خود کرد، ابتدا با افرادی در دنیای ادبیات و سینما (که در سال ۱۹۶۳ به صورت کتاب با عنوان Gli antipatici منتشر شد) و بعداً با رهبران جهان (که در کتاب ۱۹۷۳ Intervista con la storia منتشر شد). در دهه‌های ۱۹۷۰ و ۱۹۸۰ برخی او را به عنوان «معروف‌ترین – و ترسناک‌ترین – مصاحبه‌کننده در جهان» توصیف کرده‌اند.

## روزنامه‌نگاری

### جوایز

فالاچی در تهران (۱۹۷۹) برای مصاحبه با خمینی لازم بود که چادر به سر کند.

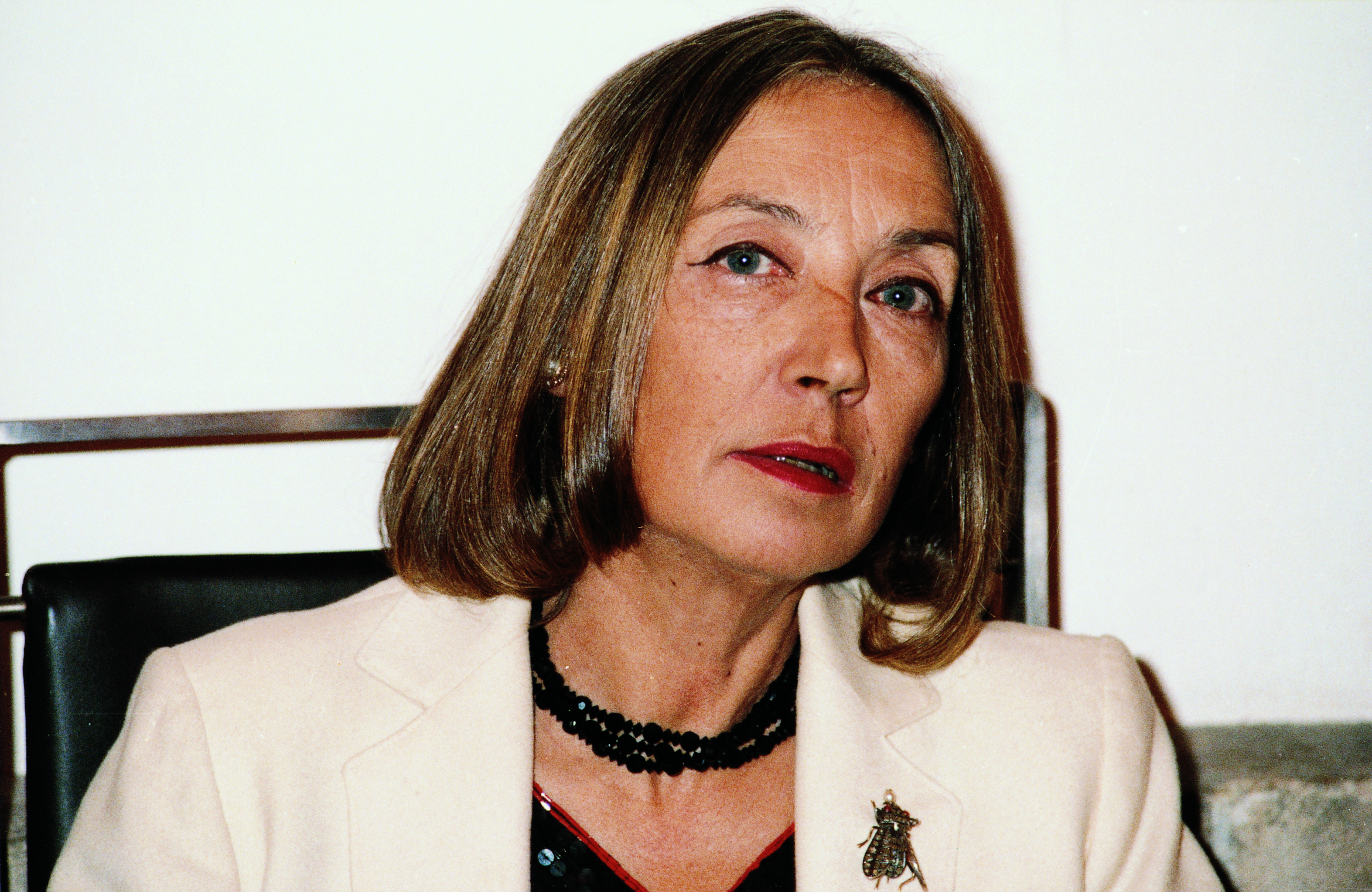

اوریانا فالاچی در سال‌ها فعالیت حرفه‌ای خود، توانست جوایز معتبر بسیاری را دریافت کند؛ از جمله مدال طلای تلاش فرهنگی برلوسکونی و جایزه آمبرگنو درو، معتبرترین جایزه شهر میلان. او همچنین یک بار کاندیدای دریافت جایزه نوبل ادبیات گشت.
او در سال ۲۰۰۵ جایزه شجاعت آنی تیلور مرکز مطالعات فرهنگ عامه نیویورک برای قهرمانی و ارزشهایی که او را نماد یک مبارز علیه اسلام فاشیستی و برای حفظ آزادی انسان مینمود دریافت کرد. این جایزه سالانه به کسانی که شجاعت بینظیری در شرایط سخت و خطرناک از خود نشان میدهند اهدا میشود.
در سال ۲۰۰۵ رئیس جمهور وقت ایتالیا مدال طلای مشارکت فرهنگی را به او اهدا کرد.

### فعالیت‌ها
در ایران نام اوریانا فالاچی در اواخر دهه چهل شمسی (دهه شصت میلادی) با ترجمه آثار وی علیه جنگ ویتنام و حکومت‌های دیکتاتوری باقی‌مانده در اروپا (یونان، اسپانیا و پرتغال) مطرح شد. وی یک بار در سال ۱۳۵۱ برای مصاحبه با محمد رضا پهلوی و بار دیگر در سال ۱۳۵۸ برای مصاحبه با روح‌الله خمینی و مهندس بازرگان به ایران سفر کرد. این مصاحبه‌ها، آخرین بار در سال ۱۳۸۳ همراه با مصاحبه معمر قذافی، آریل شارون و لخ والسا در ایران منتشر شد.

## عقاید
اوریانا فالاچی که به لحاظ عقاید سیاسی از چپ بریده و راست‌گرا محسوب می‌شد، از نظر مذهبی یک «بیخدا» به‌شمار می‌آمد، اما گه‌گاهی تمایلاتی را به مسیحیت نشان می‌داد و در کتاب خشم و غرور خود را  بیخدا مسیحی نامید. او همچنبن احترام زیادی برای پاپ قائل بود و در اگوست ۲۰۰۵ با پاپ بندیکت شانزدهم دیدار کرد. و در مقاله خود در سال ۲۰۰۴ با عنوان "اگر اروپا از خود متنفر است"  پاپ را تحسین کرد.
پس از حملات ۱۱ سپتامبر و انقلاب ایران، فالاچی به انتقاد شدید از مسلمانان پرداخت و اعلام کرد در چند سال آینده اروپا مستعمره مسلمانان خواهد شد و آخرین کتابش اعتراض جمع کثیری از مسلمانان مقیم ایتالیا را برانگیخت. چند ماه گذشته نیز هنگامی که زمزمه‌های ساخت یک مرکز اسلامی در شهر سی‌ینا قوت می‌گرفت فالاچی در مصاحبه‌ای به خبرنگار نیویورکر گفت: «چنانچه مسلمانان این مرکز اسلامی را بسازند او با کمک دوستانش آن ساختمان را منفجر خواهد کرد.»

## پس از حملات ۱۱ سپتامبر
زمانی که حادثه یازده سپتامبر روی داد، فالاچی ۳ کتاب در انتقاد به اسلام افراطی و اسلام به صورت عمومی نوشت. او در مصاحبه و کتاب هایش به اروپا هشدار داد که با مسلمانان خیلی مدارا نکند. در کتاب اولش به نام خشم و غرور که در اکتبر ۲۰۰۲ منتشر شد، او خواهان نابودی آنچه امروزه به نام اسلام مطرح است شد. او در این کتاب اسلام را به کوهی تشبیه کرد که در ۱۴۰۰ سال گذشته هیج تغییری نکرده و هرگز درهایش را به روی تمدن و آزادی نگشود. انتشار این کتاب سبب انتقادات و خشم زبادی در بین مسلمانان و غیر مسلمانان شد. جنبش ضد نژاد پرستی و برای دوستی مردم در فرانسه تلاش کرد تا انتشار این کتاب را ممنوع کند ولی دادگاه رای خلاف صادر کرد. مسلمانان در ایتالیا و فرانسه پس از انتشار این کتاب او را تهدید به مرگ کردند. اما پاسخ او این بود که: «من از نه سالگی با درد و مرگ دست و پنجه نرم کرده‌ام. در ویتنام، در لبنان، مکزیک، بولیوی یا هر جای دیگر. اما از سال ۱۹۹۲ که زیر تیغ جراحی برای بهبود سرطان سینه قرار گرفته‌ام هر روز می‌میرم.» در سال ۲۰۰۴، فالاچی کتاب نیروی عقل را در پاسخ به انتقادات و تهدیدات علیه خود نوشت و در آن تاکید کرد اسلام ضد عقل است. سومین کتاب او با نام آخر الزمان نیز در همین راستا منتشر شد. بیش از ۴ میلیون از این ۳ کتاب در ایتالیا فروخته شد. کتاب های او به ۲۱ زبان دنیا ترجمه شده است.

## درگذشت

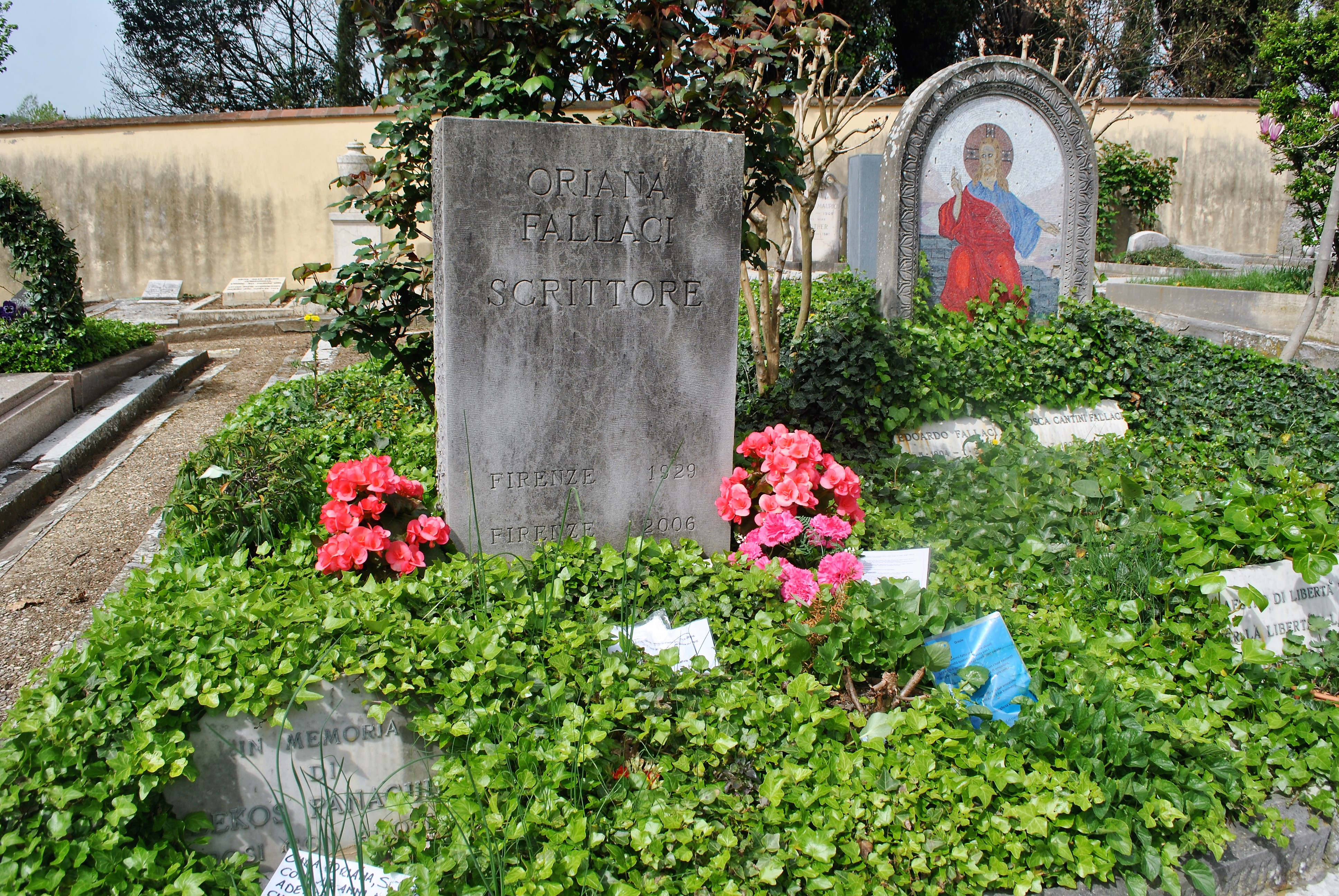
اوریانا فالاچی، گورستان Cimitero degli Allori در فلورانس، ایتالیا

اوریانا فالاچی، در ۱۵ سپتامبر ۲۰۰۶، در سن هفتاد و هفت سالگی در کلینیک خصوصی سانتا کیارا در شهر فلورانس ایتالیا، بر اثر ابتلا به سرطان ریه درگذشت.

## آثار
در سال‌های دههٔ شصت اوریانا یک سال در ویتنام و مکزیک زندگی کرد و کتابی با عنوان زندگی، جنگ و دیگر هیچ نوشت که نگاهی است آگاه بر پشت سنگر جنگ، بر اجتماعی که آتش و باروت، از انسان جز مشتی گوشت دریده از هم و لاشه‌ای خون آلود و کبود، چیزی بر جای نمی‌گذارد. او این کتاب را در پاسخ خواهر کوچکش که می‌پرسید «زندگی یعنی چه؟» نوشت. کتاب با نثر خاص اوریانا و بسیار خشن، گاهی خوشبینانه و گاهی بسیار بدبینانه‌است. این کتاب جوایز زیادی را برای او به ارمغان آورد.
کتاب مهم دیگرش با نام مصاحبه با تاریخ در سال ۱۹۷۴ به چاپ رسید که مجموعه مصاحبه‌های او با شخصیت‌های بزرگ سیاسی است. تنوع این اشخاص و سبک و جسارت مصاحبه‌گری او برایش شهرتی فوق‌العاده به بار آورد.
در همین دوران سال‌هایی را با یک انقلابی یونانی به نام آلساندرو پاناگولیس زندگی کرد و پس از کشته شدن وی در سال ۱۹۷۶، کتابی دربارهٔ او به نام یک مرد نوشت. از کتاب‌های دیگر او می‌توان به پنه لوپه به جنگ می‌رود، نامه به کودکی که هرگز زاده نشد که فریادی است از خشم نسبت به آنچه بر سر بشر آمده در عین حال از عشق مادر شدن می‌گوید. کتاب کوچکی که از نخستین سطر تا انتها سرشار از احساس شادی، ترس، مهربانی، یأس، خشم، امید، افسردگی و اضطراب است. شاید بحث اصلی کتاب سقط جنین باشد اما به‌طور کلی تمام دیدگاه‌های موجود در بارهٔ زن را توجیه می‌کند. کتاب دیگر او اگر خورشید بمیرد نام دارد که به مشاهداتش از آمریکا بر می‌گردد. این کتاب سوگنامه ایست در رثای از دست رفتن خوبیها، یا بهتر بگوییم مجموعه سؤالاتی است که از خواننده سؤال می‌کند اگر خوبی‌ها بمیرد چه خواهد شد. «اگر خدا بخواهد…» که بیشتر شبیه یک رمان است در سال ۱۹۹۱ چاپ شد. داستان آن در بیروت می‌گذرد و راجع به جنگهای داخلی لبنان است و نیم نگاهی نیز به جنگ خلیج فارس دارد.
در کتاب خشم و غرور که دراکتبر ۲۰۰۲ به چاپ رسید، فالاچی اسلام را هدف قرار می‌دهد و آن را به کوهستانی تشبیه می‌کند که ۱۴۰۰ سال است تکان نخورده، با غارهایی در ضلالت بی‌انتها که هیچ دری به سوی فتوحات تمدن جدید نگشوده‌است. او همچنین پیشوایان اسلامی را به مخالفت با مظاهر تمدن متهم می‌کند.